# 趙明誠
趙明誠（1081年—1129年9月3日），字德甫，又作德父。宋朝密州（今諸城）人。宋徽宗時期宰相趙挺之的第三子。

## 生平
太學生赵明诚参加文朋诗会，偶遇時年18岁的李清照，赵明诚为她做相思梦。二人於1101年結為連理。赵對於金石學有相當研究，曾著《金石錄》一書。洪迈說趙明誠：“赵君之书，证据见谓精博。”夫妻二人前期生活安定优裕。
1107年，兩人移居青州。
建炎元年（1127年），金兵攻陷青州，趙明誠与李清照一起南渡江宁。行至镇江时，張遇陷镇江府，鎮江守臣錢伯言弃城逃去。
建炎二年（1128年），春天，兩人才抵達江宁府。
建炎三年（1129年），趙明誠獨自前往就任湖州知事，未赴；建炎三年春，御營統制官王亦发兵欲献江宁，时任守臣、秘閣修撰的赵明诚与通判府事、朝散郎毋丘絳，觀察推官湯允恭，共同弃城逃跑，因此被免职。建炎三年八月十八日，趙明誠病殁于建康。李清照为文祭之：“白日正中，叹庞翁之机捷；坚城自堕，怜杞妇之悲深。”